# Дубравка Угрешич
Дубравка Угрешич (Dubravka Ugrešić; 27 березня 1949, Кутина, СФРЮ, тепер Хорватія — 17 березня 2023, Амстердам) — хорватська письменниця, есеїстка й публіцистка, літературознавиця.

## Біографія
Батько — хорват, мати — болгарка. Навчалася в Загребськім і Московськім університетах, викладала російську мову та літературу в університеті Загреба.
На початку 1990-х працювала в Інституті літературознавства Загребського університету, передовсім у проекті «Словника російського авангарду».
Від 1993 року на еміграції. Викладала в різних американських та європейських університетах.
Жила та працювала в США та Нідерландах, писала хорватською й англійською мовами.

## Творчість і визнання
Дубравка Угрешич виступала як кіносценаристка, авторка книжок для дітей. У своїй прозі активно використовує стереотипи масової словесності, форми пародії та літературної гри. Прозу та есеї перекладено багатьма мовами світу, в тому й фрагментарно українською мовою.
Ще в Югославії Угрешич була відзначена преміями Меші Селимовича, також дістала премію часопису «Нін» (Загреб). Є лауреаткою словенської премії Вілениці (1989), Європейської премії Шарля Вейона за есеїстику (Швейцарія, 1996), Європейської літературної премії (1999), премії Генріха Манна (ФРН, 2000), італійської премії «Фероніа — Чітта ді Ф'яно» (2004), Меморіальної премії імені Джеймса Тіптрі-молодшого (2010) тощо.